# Auchentoshan
Auchentoshan est une distillerie de whisky des Lowlands située à Dalmuir dans le Dunbartonshire en Écosse.
C’est une des dernières distilleries des Lowlands encore en activité. Située à proximité de Glasgow sur les contreforts des Old Kilpatrick Hills, elle a été fondée en 1823 par John Bulloch sous le nom de Duntocher. Après la faillite de son fondateur, elle est rachetée en 1834 par John Flart et Alexander Filshie. Ils modifient son nom en Auchentoshan ce qui signifie en gaélique écossais « le coin du pré ».
Pendant la Seconde Guerre mondiale, en 1941, la distillerie est pratiquement totalement détruite par un bombardement allemand. Après avoir changé plusieurs fois de propriétaires, elle est rachetée et agrandie par Morrisson Bowmore Distillers Ltd en 1974. Enfin, en 1994, elle est rachetée par ses propriétaires actuels, les japonais de Suntory.
Auchentoshan pratique, comme les Irlandais, une triple distillation avec trois alambics 1 wash still, 1 low wines still, 1 spirit still.

## Les whiskies
La majeure partie de la production d’Auchentoshan est vendue à des embouteilleurs d’assemblages. La distillerie commercialise aussi son propre blend : le Rob Roy.
Le single malt d’Auchentoshan est marqué par de très fortes notes florales dont l’origine est directement liée à l’usage de levures lors de la fermentation de l’orge.

### Production

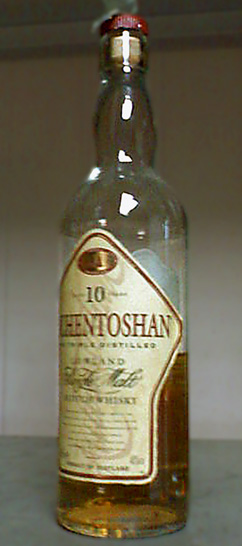
Bouteille Auchetoshan dans un bar de Rome.

- Auchentoshan 10 ans 40 %  (fruité et floral)
- Auchentoshan 10 ans Three wood 43 %
- Auchentoshan 12 ans
- Auchentoshan Classic
- Auchentoshan Claret Finish 17 ans 51 %
- Auchentoshan 15 ans dist.1989 60,4 % (Maturation dans un fût ayant contenu du bourbon)
- Auchentoshan 18 ans
- Auchentoshan 21 ans
- Auchentoshan 1973 55,5 %

Embouteilleurs indépendants :
- Signatory Vintage
  - Auchentoshan 1992 The Un-Chillfiltered Collection 46 % caractère floral
- Murray McDavid
  - Auchentoshan 1981 Mission 46 %